# Nominacja (powieść)

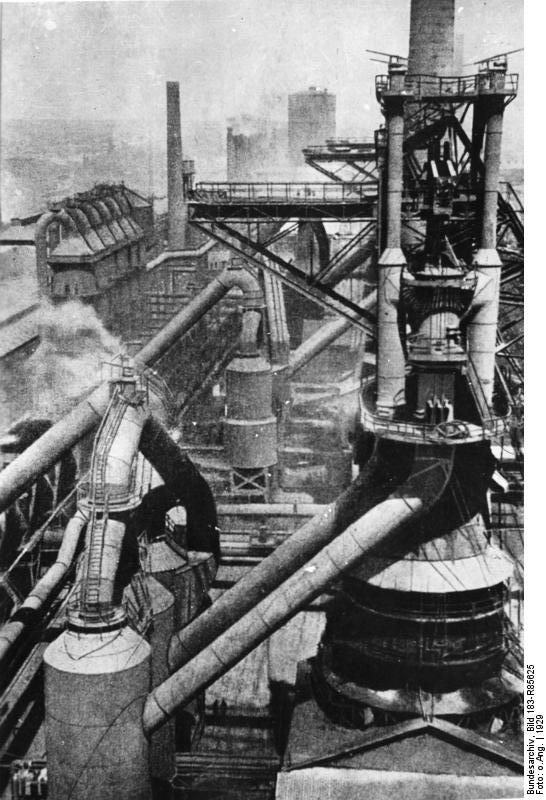
Kombinat hutniczy w Magnitogorsku. Magnitka to jeden z zakładów opisywanych w powieści

Nominacja (ros. Новое назначение) – rozliczeniowa powieść obyczajowa rosyjskiego pisarza Aleksandra Beka, napisana w latach 1960-1964. Polskie wydanie książki ukazało się w 1989 w tłumaczeniu Andrzeja Szymańskiego.

## Treść
Akcja osadzona jest w Związku Radzieckim w pierwszych latach po śmierci Józefa Stalina (listopad 1956), a dotyczy środowiska ludzi ówczesnej nomenklatury, kierujących sektorem metalurgicznym przemysłu ciężkiego. Każdy z nich boi się o dalszy rozwój swojej kariery – wielu z nich było bałwochwalcami stalinizmu, który został skrytykowany po śmierci Stalina. Głównym bohaterem jest Aleksandr Leontjewicz Onisimow, dyspozycyjny aparatczyk, dawniej bezgranicznie ufający Wodzowi i obdarzony jego zaufaniem (jako jeden z nielicznych ludzi władzy przetrwał czystki z lat 1937-1938, co zawdzięczał osobistym spotkaniom ze Stalinem). Metalurgia nie był wtedy wolna od wpływów politycznych, a poszczególne wdrażane technologie traktowane były albo jak postęp, albo jak sabotaż, zależnie od interpretacji odpowiednich czynników. Po śmierci dyktatora do głosu dochodzi jednak pokolenie młodych fachowców, którym zależy przede wszystkim na rozwoju branży i wprowadzeniu doń postępu technologicznego, co grozi bezpośrednio skostniałym ludziom starego reżimu.
Onisimowa (54 lata) zastajemy początkowo, gdy odbiera nominację na ambasadora w jednym z krajów skandynawskich (Tiszlandia). Była to dla niego de facto degradacja, gdyż wcześniej piastował fotel Przewodniczącego Państwowego Komitetu do spraw Metalurgii i Paliw przy Radzie Ministrów ZSRR, będąc nie tylko przedstawicielem aparatu rządzącego, ale także urodzonym metalurgiem i głębokim znawcą wiedzy hutniczej. Porzucenie tej tematyki było dla niego wielkim ciosem i spowodowało liczne retrospekcje, do różnych epizodów z jego życia – z czasów czystek, wojny ojczyźnianej i okresu rozwoju radzieckiego przemysłu, m.in. na Dalekim Wschodzie.

## Postacie
W powieści, oprócz postaci fikcyjnych, pojawiają się również postacie historyczne:
- Józef Stalin,
- Sergo Ordżonikidze – minister przemysłu ciężkiego, przyjaciel Onisimowa, w końcu przezeń zdradzony na rzecz Stalina,
- Ławrientij Beria – szef NKWD, niezbyt sympatyzujący z Onisimowem (przed śmiercią w łagrze chroniła Onisimowa tylko osobista znajomość ze Stalinem),
- Iwan Towadrosowicz Tewosjan – ludowy komisarz przemysłu okrętowego ZSRR.

## Druk
Z uwagi na kontrowersyjną treść powieść nie ukazała się w Związku Radzieckim aż do czasu pieriestrojki. Opublikowano ją tam dopiero w 1986, czternaście lat po śmierci pisarza (Znamja). Perypetie z cenzurą i wydawcami Bek opisał w pamiętniku z lat sześćdziesiątych zatytułowanym Powieść o powieści. Jedną z głównych przyczyn blokady był protest małżonki Iwana Tewosjana – Olgi Aleksandrownej Chwalebnowej, gdyż postać Onisimowa była lekko tylko zawoalowanym portretem tego radzieckiego polityka. Po raz pierwszy złożono ją w redakcji 15 października 1964, tj. w dniu ogłoszenia upadku Chruszczowa (początkowo autor rozważał inne tytuły: Spięcie, Żołnierz Stalina, Historia choroby nr 2277, Hutnictwo żelaza i stali). Po protestach autor pozmieniał wielokrotnie różne wątki i postacie, tak aby były akceptowalne dla cenzury i żony Tewosjana, co nie przynosiło żadnych skutków. W 1966 udało się nawet wstrzymać druk już przetłumaczonego dzieła we Włoszech.